# Cinda-Regi-Tiyal jezik
Cinda-Regi-Tiyal jezik (ISO 639-3: cdr; kamuku), nigersko-kongoanski jezik uže skupine kainji, kojim govori oko 30 000 ljudi (1995 S. and S. Dettweiler) u nigerijskim državama Niger i Kaduna. Etnička grupa naziva se Kamuku, a dio njih poznat Laka ili Kamuku Laka govore jezkom hausa [hau].
Jezičnu podskupinu kamuku sačinjava s još 7 drugih jezika. Jezik dobiva ime po glavnim dijalektima kojima govore njihove lokalne skupine, to su cinda (ucinda, jinda, majinda, tegina, makangara), regi i tiyal (tiyar, kuki).

## Vanjske poveznice
- Ethnologue (14th)
- Ethnologue (15th)